# Großmürbisch
Großmürbisch (ungarisch Alsómedves, Nagymedves; kroatisch Veliki Medveš) ist eine Gemeinde mit 238 Einwohnern (Stand 1. Jänner 2024) im Bezirk Güssing im Burgenland in Österreich.

## Geografie
Die Gemeinde liegt im Südburgenland. Großmürbisch ist die einzige Ortschaft in der Gemeinde und liegt südlich von Güssing am Reinersdorfer Bach. Zu Großmürbisch gehören auch die Streusiedlungen Bergen und Hütterische Häuser.
Über die Hälfte der Fläche ist bewaldet, fast vierzig Prozent werden landwirtschaftlich genutzt.

### Nachbargemeinden
| Kleinmürbisch | Güssing                                     |               |
| Inzenhof      | Kompassrose, die auf Nachbargemeinden zeigt | Heiligenbrunn |
|               | Rönök (Ungarn)                              |               |

## Geschichte
Der Ort gehörte wie das gesamte Burgenland bis 1920/21 zu Ungarn (Deutsch-Westungarn). Seit 1898 musste aufgrund der Magyarisierungspolitik der Regierung in Budapest der ungarische Ortsname Alsómedves verwendet werden.
Nach Ende des Ersten Weltkriegs wurde nach zähen Verhandlungen Deutsch-Westungarn in den Verträgen von St. Germain und Trianon 1919 Österreich zugesprochen. Der Ort gehört seit 1921 zum neu gegründeten Bundesland Burgenland (siehe auch Geschichte des Burgenlandes).
Wie viele andere Orte des Burgenlandes wurde auch Großmürbisch im 16. Jahrhundert im stärkeren Ausmaß von der kroatischen Kolonisierung erfasst. Seit der Nachkriegszeit ist der Anteil der Volksgruppe der Burgenlandkroaten stark rückläufig und beläuft sich heute nur mehr auf wenige Sprecher (1934: 43,4 %; 2001: 1,1 %).

### Bevölkerungsentwicklung

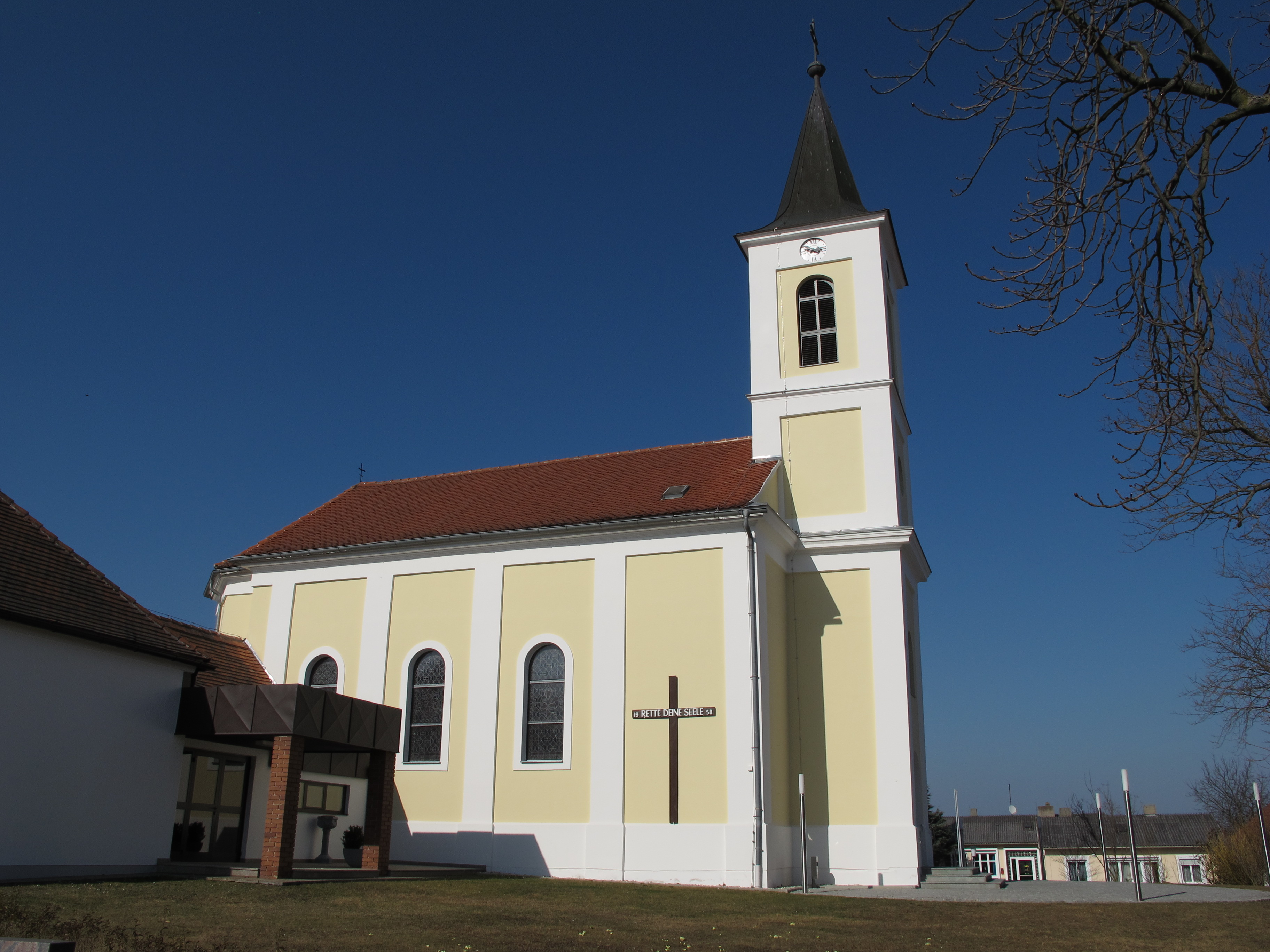
Pfarrkirche Großmürbisch

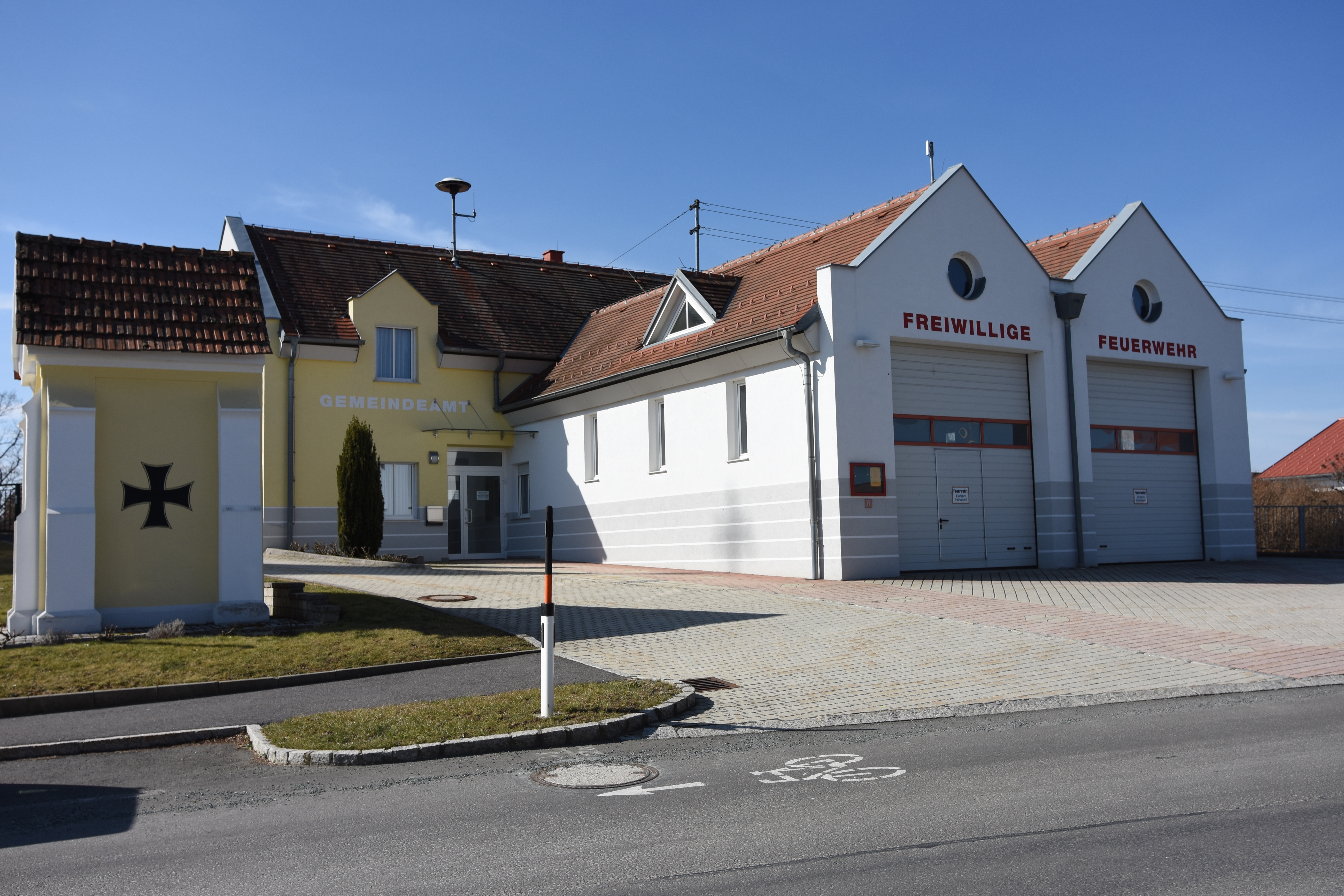
Das Ortszentrum

## Kultur und Sehenswürdigkeiten

### Bauwerke
- Katholische Pfarrkirche Großmürbisch hl. König Stephan
- Marienkapelle im unteren Ort
- Dreifaltigkeitskapelle im Garten des Hauses 1, erbaut im Jahre 1913.

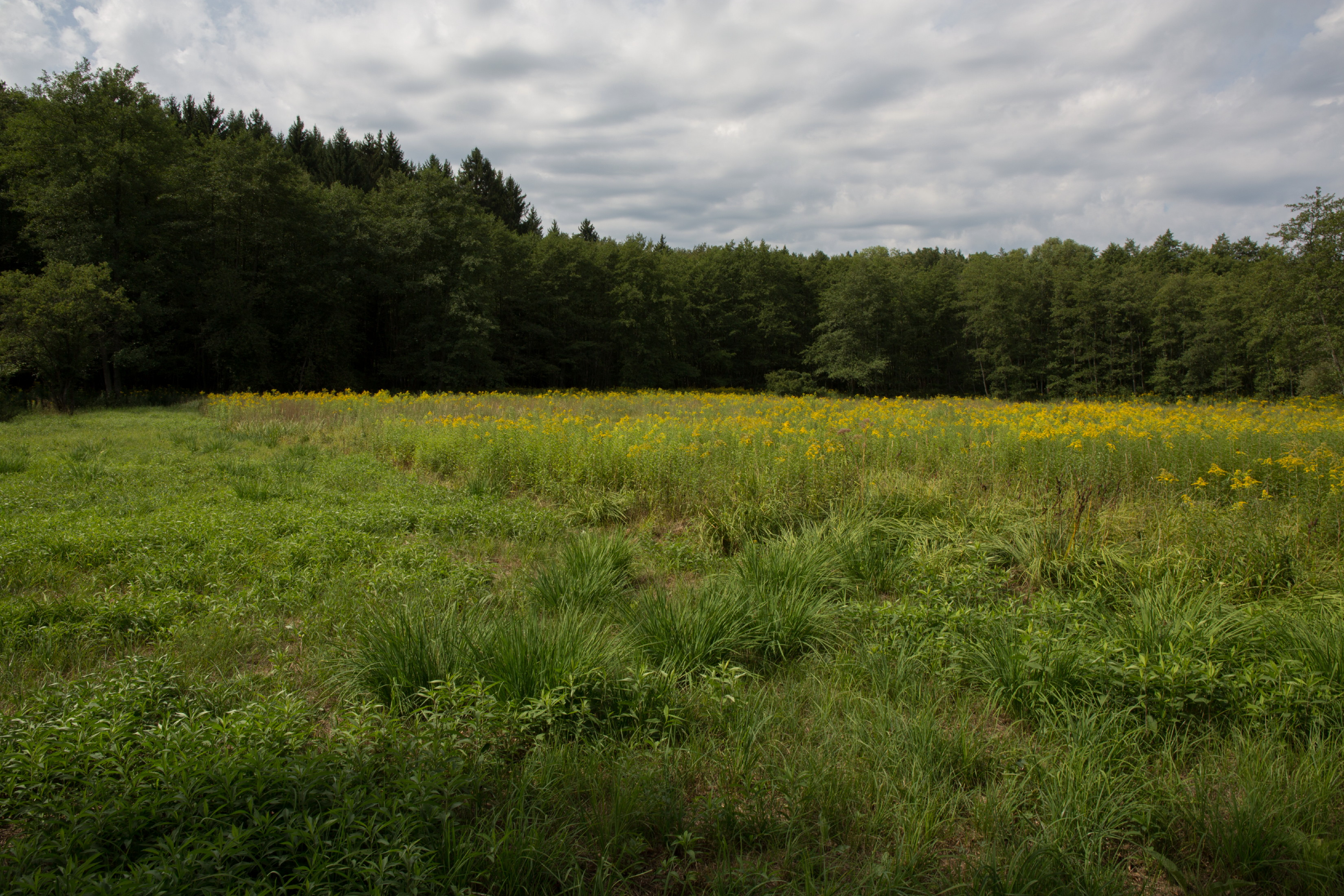
Naturschutzgebiet Luka mit Gelben Taglilien.

### Naturschutzgebiet
- Im Nordwesten des Gemeindegebietes befindet sich das Naturschutzgebiet Luka. Auf naturbelassenen Feuchtwiesen findet man das größte Vorkommen der Gelben Taglilie (Hemerocallis lilioasphodelus) in Österreich.[3]

## Wirtschaft und Infrastruktur
Die Anzahl der land- und forstwirtschaftlichen Betriebe sank von 48 im Jahr 1999 auf 27 im Jahr 2010. Davon wurden 1 im Haupt-,19 im Nebenerwerb, 3 von Personengemeinschaften und 4 von juristischen Personen geführt werden. Im Produktionssektor gab es keine Erwerbstätigen, im Dienstleistungssektor arbeiteten 13 Beschäftigte.
Von den 124 Erwerbstätigen, die 2011 in Großmürbisch lebten, arbeiteten 18 in der Gemeinde, 85 Prozent pendelten aus.

## Politik

### Gemeinderat
Der Gemeinderat umfasst aufgrund der Anzahl der Wahlberechtigten insgesamt 11 Mitglieder.
| Partei          | 2022             | 2022             | 2022             | 2017             | 2017             | 2017             | 2012             | 2012             | 2012             | 2007             | 2007             | 2007             | 2002    | 2002    | 2002    | 1997    | 1997    | 1997    |
| Partei          | Sti.             | %                | M.               | Sti.             | %                | M.               | Sti.             | %                | M.               | Sti.             | %                | M.               | Sti.    | %       | M.      | Sti.    | %       | M.      |
| --------------- | ---------------- | ---------------- | ---------------- | ---------------- | ---------------- | ---------------- | ---------------- | ---------------- | ---------------- | ---------------- | ---------------- | ---------------- | ------- | ------- | ------- | ------- | ------- | ------- |
| ÖVP             | 203              | 75,19            | 9                | 170              | 59,86            | 7                | 136              | 49,64            | 5                | 115              | 53,00            | 6                | 129     | 55,84   | 7       | 124     | 58,22   | 7       |
| SPÖ             | 67               | 24,81            | 2                | 114              | 40,14            | 4                | 138              | 50,36            | 6                | 102              | 47,00            | 5                | 92      | 39,83   | 4       | 60      | 28,17   | 3       |
| FPÖ             | nicht kandidiert | nicht kandidiert | nicht kandidiert | nicht kandidiert | nicht kandidiert | nicht kandidiert | nicht kandidiert | nicht kandidiert | nicht kandidiert | nicht kandidiert | nicht kandidiert | nicht kandidiert | 10      | 4,33    | 0       | 29      | 13,62   | 1       |
| Wahlberechtigte | 311              | 311              | 311              | 315              | 315              | 315              | 295              | 295              | 295              | 267              | 267              | 267              | 262     | 262     | 262     | 257     | 257     | 257     |
| Wahlbeteiligung | 90,03            | 90,03            | 90,03            | 93,02 %          | 93,02 %          | 93,02 %          | 94,92 %          | 94,92 %          | 94,92 %          | 85,77 %          | 85,77 %          | 85,77 %          | 91,22 % | 91,22 % | 91,22 % | 87,16 % | 87,16 % | 87,16 % |

### Bürgermeister
Bürgermeister ist Jürgen Kurta (ÖVP).
Bei der Bürgermeisterdirektwahl am 7. Oktober 2007 setzte sich Siegfried Klucsarits (SPÖ) mit 51,35 % gegenüber Borka (ÖVP, 48,65 %), der die Nachfolge von Franz Jandrasits (ÖVP) antreten hätte sollen, durch und holte für die SPÖ den Bürgermeistertitel. Klucsarits stand zehn Jahre an der Spitze der Gemeinde, denn bei der Wahl am 1. Oktober 2017 wurde der bisherige Vizebürgermeister Jürgen Kurta von den Wählern mit 60,21 % zum Bürgermeister gewählt. Klucsarits erhielt lediglich 39,79 % der Stimmen und zog sich daraufhin von den Parteispitze zurück, weshalb nicht er, sondern Werner Jandrasits in der konstituierenden Sitzung des Gemeinderats zum Vizebürgermeister gewählt wurde.

## Persönlichkeiten
- Frank Hoffmann (1938–2022), Schauspieler und Moderator